# Aurora Miranda
Aurora Miranda da Cunha Richaid (20 de abril de 1915 - 22 de diciembre de 2005) fue una actriz y cantante brasileña.
Debutó en Rádio Mayrink Veiga en 1932, poco después fue a la radio Philips. En 1933, su primer álbum, Cai, Cai, Balão contó con la participación de Francisco Alves.  La canción Cidade Maravilhosa, grabada en 1934, se convirtió en el himno oficial del Estado de la Guanabara, como actriz participó en las películas Estudantes (1935), Alô, Alô Brasil (1935) y Alô, Alô, Carnaval (1936).
En los Estados Unidos, Aurora participó en el elenco del largometraje animado de 1944 producido por Walt Disney Pictures, Los tres caballeros. También participó en otras películas y programas de radio junto con Orson Welles y Rudy Vallee y presentaciones en los clubes nocturnos.
Regresó a Brasil en 1952 y, cuatro años más tarde, volvió a grabar un LP con ocho antiguo éxitos, poniendo fin a su carrera de más de 80 discos de 78 RPM. Aurora Miranda aún volvió al cine en 1989 en la película Dias Melhores Virão invitada por la actriz Marilia Pera.

## Biografía

### Carrera en la música

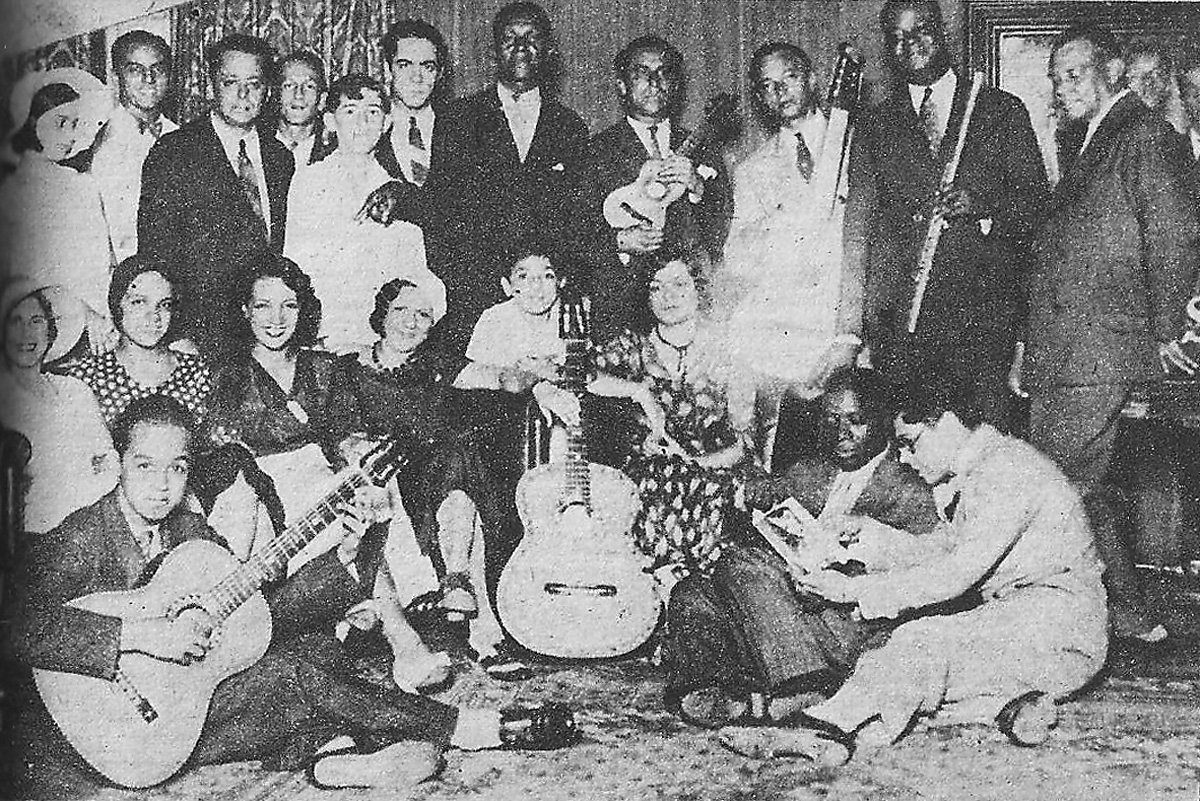
En el estudio de Rádio Mayrink Veiga, 1932, el joven Manuel de Nobrega, a los 19 años (segundo de pie de izquierda a derecha), Carmen Miranda y Aurora (sentada) sosteniendo la flauta Pixinguinha.

Aurora era la más joven de las hermanas de la familia Miranda —además de Carmen, tenía a Olinda, que murió de tuberculosis a los 23 años, y a Cecilia, que no siguieron la carrera artística—. La artista vivió todo el glamour de la edad de oro de la radio brasileña en la década de 1930, período en el cual fue la segunda cantante en grabar más álbumes en el país. Frente a ella sólo Carmen.
A petición del compositor y guitarrista Josué de Barros, cantó, antes de cumplir los 18 años, un número en Rádio Mayrink Veiga; con éxito, pasó a realizar en Programa Casé en Rádio Philips. En 1933, grabó su primer álbum, cantando a dúo con Francisco Alves la marcha Cai, cai, balão de Assis Valente y la samba Toque de amor (Floriano Ribeiro de Pinho). El disco fue un gran éxito; así, al mes siguiente, otra vez con Francisco Alves, fue emitido por el mismo sello el fox-trot Você só... mente de Noel Rosa y Helio Rosa, que también se convirtió en un gran éxito.

En Odeon, registró las sambas Fala R.S.C., Alguém me ama y la marcha Se a lua contasse. Comenzó a cantar a dúo con Carmen Miranda,

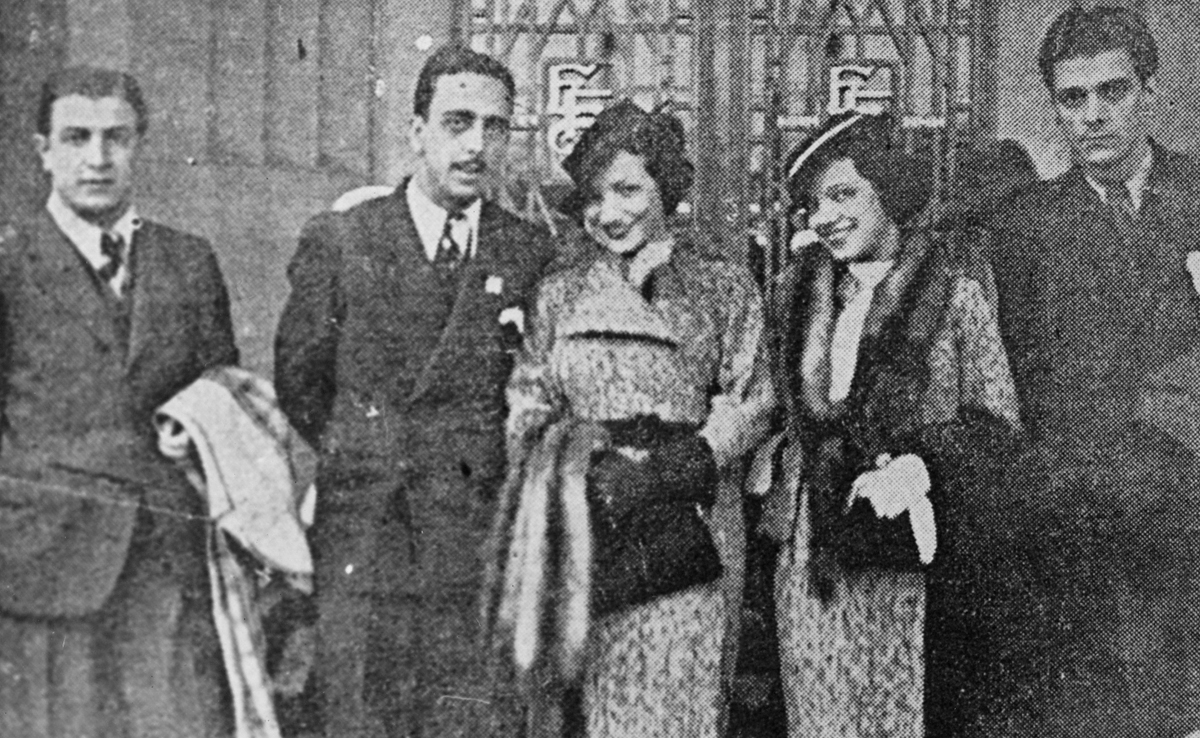
Carmen Miranda con su hermana Aurora, en São Paulo (1934).

 apareciendo en 1934 con ella, João Petra de Barros, Jorge Murad y Custódio Mesquita en Rádio Record y Teatro Santana, en São Paulo. Aún en 1934, se consagró con la samba Sem você y Moreno cor de bronze, en el mismo año lanzó su mayor éxito, la marcha de André Filho, Cidade Maravilhosa cantada a dúo con el autor, que obtuvo el segundo lugar en el concurso oficial del Carnaval 1935 y en 1960 se convirtió en el himno oficial del antiguo Estado de la Guanabara.
En 1937 estuvo de gira con Carmen por Argentina y Uruguay, presentando con el grupo Bando da Lua. En 1940, en su último disco en RCA Victor, lanzó la samba Paulo, Paulo, a dúo con Grande Otelo y el maxixe Petisco do baile.
En 1956 se presentó en el espectáculo de Carlos Machado, el Sr. Samba, en homenaje al compositor Ary Barroso. En el mismo año, fueron regrabados en LP por Sinter sus ocho primeros éxitos y lanzó dos álbumes con Odeon, poniendo fin a su extraordinaria carrera; dejó grabados 81 álbumes y 161 canciones en 78 rpm.

### Carrera cinematográfica

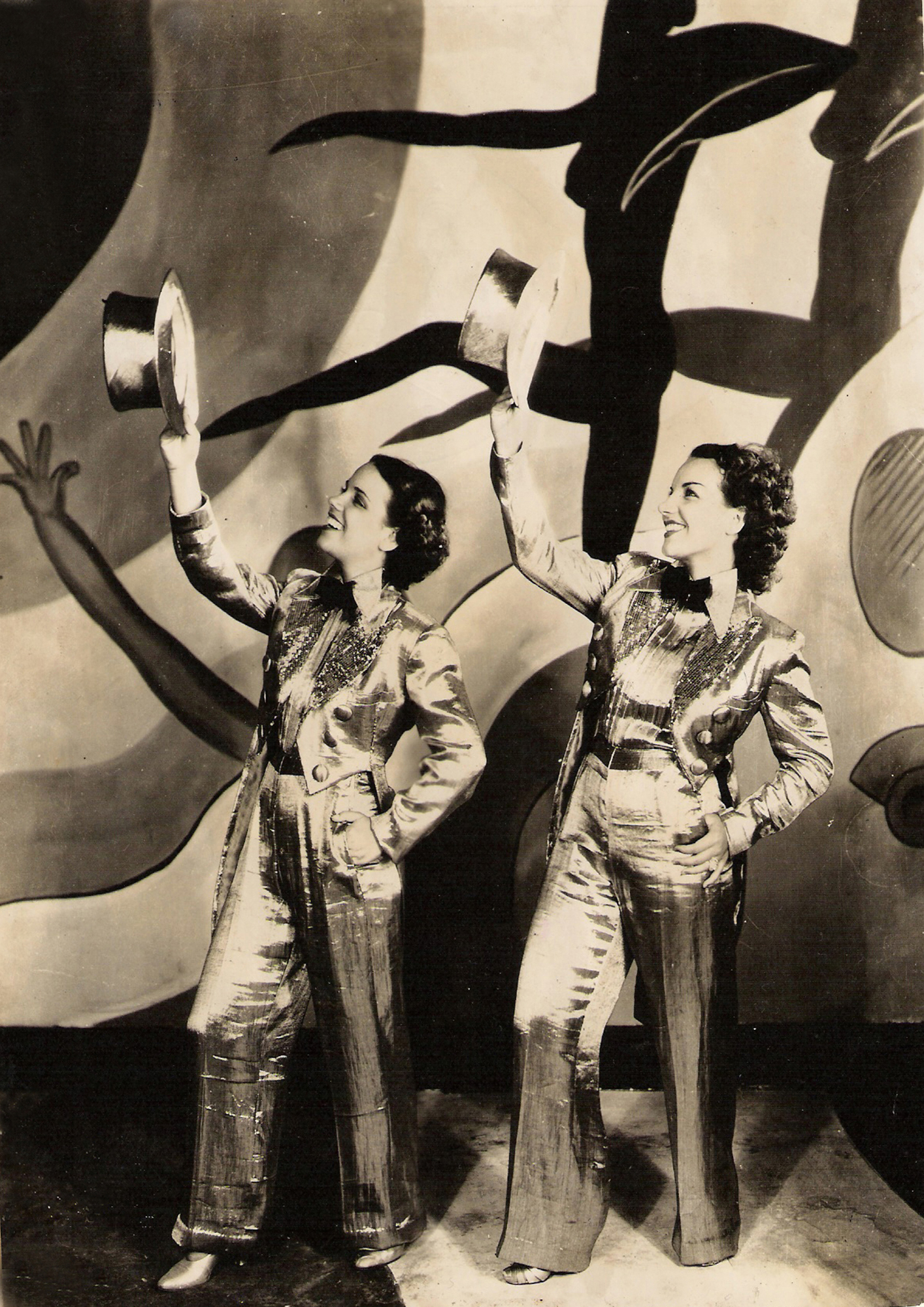
Carmen y Aurora Miranda en una escena de la película Alô, Alô, Carnaval (1936).

Aurora debutó en el cine en 1935, trabajando en la película Alô, Alô, Brasil, dirigida por Wallace Downey, João de Barro y Alberto Ribeiro, en el que cantó Cidade Maravilhosa y Ladrãozinho. En la película Alô, Alô, Carnaval de 1936, dirigida por Ademar Gonzaga, cantó a dúo con Carmen Miranda, acompañadas por la Orquesta Simón Bountman, la marcha Cantores de rádio y sola la samba Molha o pano.
En el largometraje de animación, Los Tres Caballeros de 1944, actuó junto con el Pato Donald y Zé Carioca. El diseño es considerado importante para la evolución de los efectos especiales en cine, y marca la primera aparición del personaje Zé Carioca, y muestra a Aurora cantando Os Quindins de Iaiá de Ary Barroso. Para algunos estudiosos, en esa época había un pacto entre el gobierno de Estados Unidos y Hollywood para producir películas de la "Política de buena vecindad" estrategia destinada a llevar adelante la influencia estadounidense en América Latina durante la presidencia de Franklin Roosevelt (1933-1945).

### Vida personal
En 1940 a los 25 años, Aurora Miranda se casó con el comerciante Gabriel Richaid, como regalo de bodas, su hermana Carmen la obsequió con un vestido de novia bordado con oro, hecho en los EE. UU. Poco después, la pareja decidió pasar algunos años viviendo en los Estados Unidos. En 1947, nació en Los Ángeles el primer hijo, Gabriel Richaid. Dos años más tarde, nació María Paula. 
Aurora se quedó viuda en 1989.

### Muerte
Aurora Miranda murió a las 3:00 p. m. el 22 de diciembre de 2005 en el barrio carioca de Leblon. María Paula Richaid, hija de la cantante, dijo que la muerte fue tranquila, causada por problemas de salud física propios de su edad. Según María Paula, los últimos tres años, Aurora había ido perdiendo poco a poco la vitalidad y la memoria.
Fue enterrada en el Cemitério São João Batista en Río de Janeiro.

## Trabajos

### Filmografía
| Año  | Película                               | Personaje                | Notas                                                      |
| ---- | -------------------------------------- | ------------------------ | ---------------------------------------------------------- |
| 1935 | Alô, Alô, Brasil                       | Ella misma               | Performance: Cidade Maravilhosa e Ladrãozinho              |
| 1935 | Estudantes                             | Ella misma               | Performance: Onde Está o Seu Carneirinho? e Linda Ninon    |
| 1936 | Alô Alô Carnaval                       | Ella misma               | Performance: Cantores de Rádio e Molha o Pano              |
| 1939 | Banana da Terra                        | Ella misma               | Performance: Menina do Regimento                           |
| 1944 | La dama desconocida                    | Estela Monteiro          |                                                            |
| 1944 | The Conspirators                       | Ella misma               | Participación especial (como fadista)                      |
| 1944 | Los Tres Caballeros                    | Aurora Miranda do Brasil |                                                            |
| 1945 | Brazil                                 | Ella misma               | Participación especial (como bailarina)                    |
| 1945 | Tell It to a Star                      | Ella misma               | Participación especial                                     |
| 1954 | Disneyland                             | Ella misma               | episodio: A Present for Donald (archivo de película y voz) |
| 1978 | Mulheres de Cinema                     | Ella misma               | Archivo de película                                        |
| 1981 | Once Upon a Mouse                      | Ella misma               |                                                            |
| 1990 | Dias Melhores Virão                    | Aurora                   |                                                            |
| 1995 | Carmen Miranda: Bananas is my Business | Ella misma               | Documental                                                 |
| 2009 | Cantoras do Rádio - O Filme            | Ella misma               | Archivo de película                                        |

### Canciones famosas
- Acarajé... Ô, Ademar Santana y Leo Cardoso (con Carlos Galhardo) (1939)
- Batatas Fritas, Augusto Garcez ey Ciro de Sousa (1940)
- Bibelô, André Filho (1934)
- Cai, Cai, Balão, Assis Valente (con Francisco Alves) (1933)
- Cantores do Rádio, Alberto Ribeiro, João de Barro y Lamartine Babo (con Carmen Miranda) (1936)
- Cidade Maravilhosa, André Filho (1934)
- Deixa a Baiana Sambar, Portelo Juno y Valdemar Pujol (1937)
- Dia Sim, Dia Não, Alberto Ribeiro (1938)
- Fiz Castelos de Amores, Gadé y Valfrido Silva (1935)
- Moreno Cor de Bronze, Claudionor Cruz (1934)
- Onde Está o Dinheiro?, Francisco Mattoso, José Maria de Abreu y Paulo Barbosa (1937)
- Risque, Ary Barroso (1952)
- Roubaram Meu Mulato, Claudionor Cruz (1939)
- Se a Lua Contasse, Custódio Mesquita (1933)
- Sem Você, Sílvio Caldas y Orestes Barbosa (1934)
- Teus Olhos, Ataulfo Alves y Roberto Martins (1939)
- Trenzinho do Amor, Alberto Ribeiro y João de Barro (1937)
- Vai Acabar, Nelson Petersen (1938)
- Vem pro Barracão, Nelson Petersen y Oliveira Freitas (1938)
- Você Só Mente, Hélio e Noel Rosa (con Francisco Alves) (1933)